# Anthomyia ornata
Anthomyia ornata este o specie de muște din genul Anthomyia, familia Anthomyiidae. A fost descrisă pentru prima dată de Jacques-Marie-Frangile Bigot în anul 1885. Conform Catalogue of Life specia Anthomyia ornata nu are subspecii cunoscute.